# Egervár-Vasboldogasszony vasútállomás
Egervár-Vasboldogasszony vasútállomás egy Zala vármegyei vasútállomás, Vasboldogasszony településen, a GYSEV üzemeltetésében. Nagyjából a két névadó település közt félúton, a határvonal közelében helyezkedik el, közúti megközelítését a 7427-es útból észak felé kiágazó 73 367-es számú mellékút biztosítja.

## Vasútvonalak
Az állomást az alábbi vasútvonalak érintik:
- Szombathely–Nagykanizsa-vasútvonal

## Kapcsolódó állomások
A vasútállomáshoz az alábbi állomások vannak a legközelebb:
- Győrvár megállóhely (Szombathely–Nagykanizsa-vasútvonal)
- Zalaszentlőrinc megállóhely (Szombathely–Nagykanizsa-vasútvonal)

## Forgalom
| Járat               | Útvonal | Gyakoriság                             |
| ------------------- | --- | -------------------------------------- |
| személyvonat        | Szombathely – Gyöngyöshermán – Sorkifalud – Szentléránt – Püspökmolnári – Vasvár – Pácsony – Győrvár – Egervár-Vasboldogasszony – Zalaszentlőrinc – Zalaszentiván (– napi 4 pár tovább: Zalaegerszeg) | Napi 7 pár                             |
| személyvonat        | Zalaegerszeg → Zalaszentiván → Zalaszentlőrinc → Egervár-Vasboldogasszony → Győrvár → Pácsony → Vasvár → Püspökmolnári → Szentléránt → Sorkifalud → Gyöngyöshermán → Szombathely → Répcelak → Csorna → Győr | Szeptember 5-étől vasárnap 1 Győr felé |
| Pannónia InterRégió | Szombathely (– Gyöngyöshermán – Sorkifalud – Szentléránt) – Püspökmolnári – Vasvár (– Pácsony – Győrvár – Egervár-Vasboldogasszony – Zalaszentlőrinc) – Zalaszentiván (– Búcsúszentlászló – Zalaszentmihály-Pacsa – Pötréte – Gelse) – Nagykanizsa – Murakeresztúr (– Őrtilos) – Gyékényes – Berzence (– Somogyudvarhely – Bélavár – Vízvár) – Babócsa – Barcs – Darány – Szigetvár – Szentlőrinc – Pécs | 4 óránként                             |